# 김태준 (2001년)
김태준(한국 한자: 金泰準, 2001년 7월 8일 ~ )은 대한민국의 축구 선수로, 포지션은 골키퍼이다. 현재 K리그1 광주 FC 소속이다.